# Ankerbrua

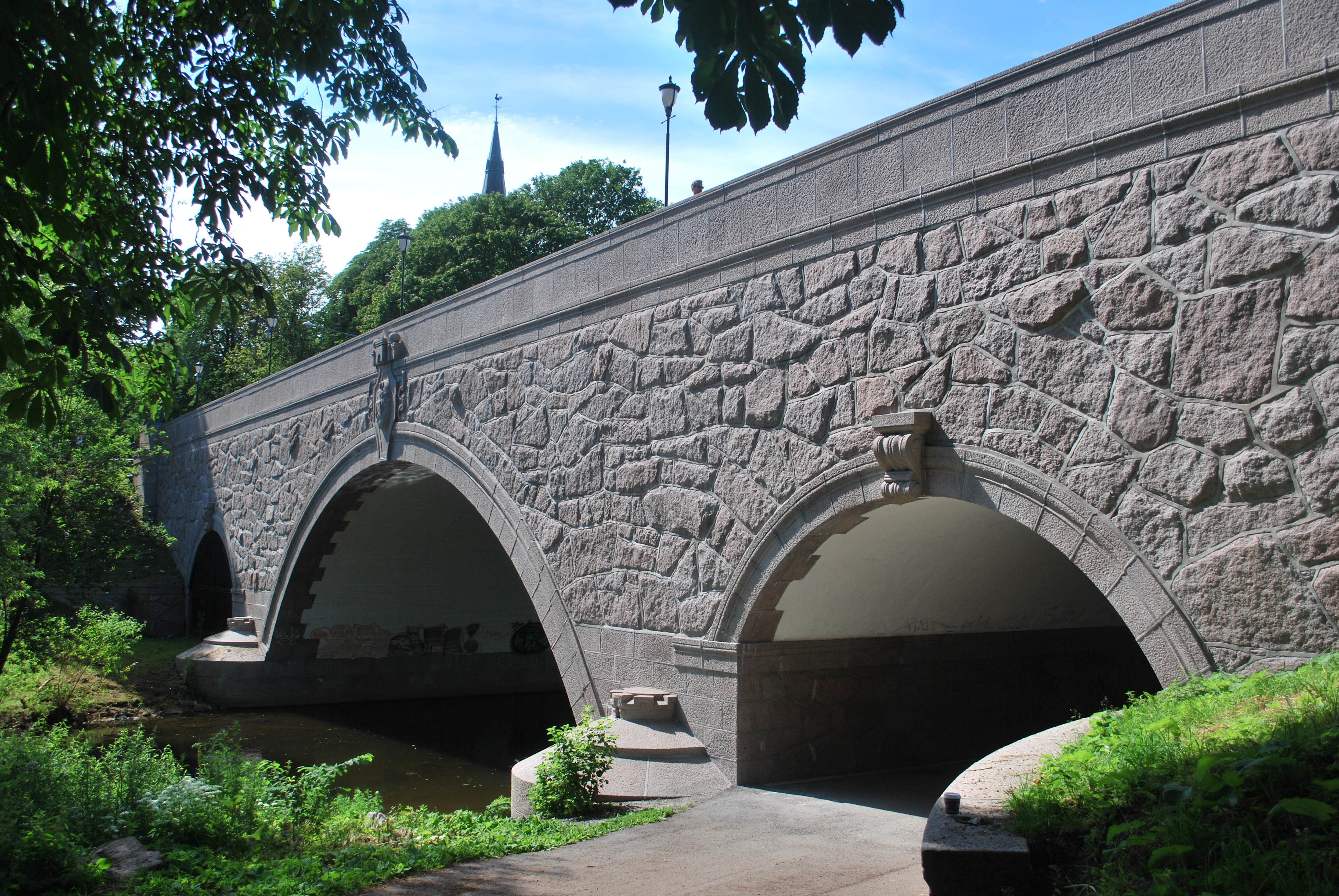
Akersbrua – von der östlichen Seite gesehen

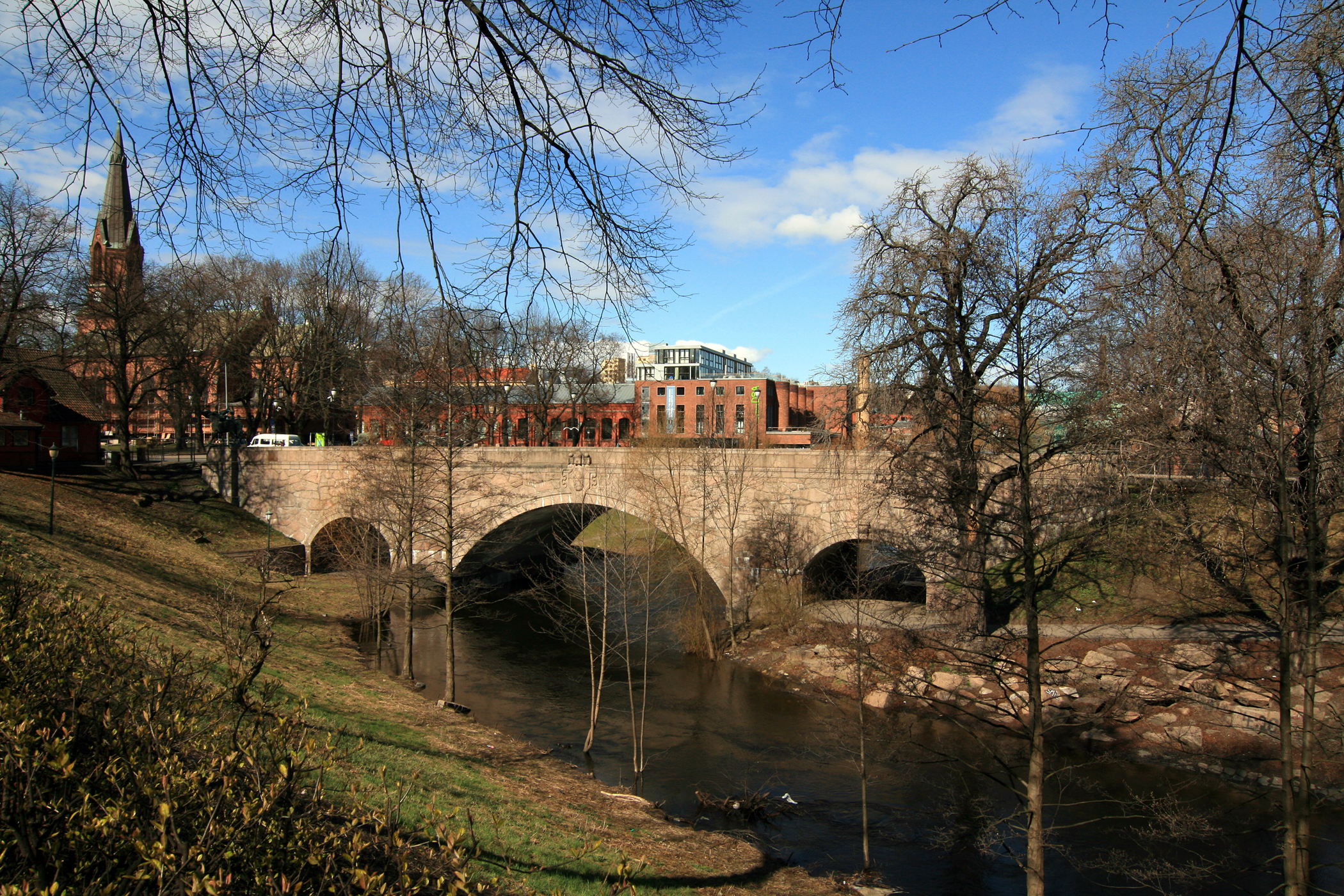
Ankerbrua in Oslo

Ankerbrua (deutsch: Ankerbrücke) ist eine Brücke über die Akerselva in der norwegischen Hauptstadt Oslo.

## Lage
Die Brücke liegt im Stadtteil Grünerløkka und ist eine Verlängerung der Torggata vom Zentrum aus. Auf der anderen Seite des Flusses trifft die Brücke dann auf die Straßen Søndre gate und den Markvei.

## Geschichte
Die erste Ankerbrua wurde von 1874 bis 1876 als Holzbrücke angelegt. Im Jahre 1926 wurde sie durch eine Steinbrücke ersetzt. Als Architekt für die neue Brücke war Oscar Hoff im Einsatz. Im Jahre 1937 erhielt die Brücke vier Bronzeskulpturen von Dyre Vaa, eine in jeder Ecke. Vaa hatte sich mit seinen Entwürfen nach einem Aufruf aus dem Jahr 1933 gegen 16 Konkurrenten durchgesetzt. Diese haben Märchenmotive, wodurch die Brücke auch im Volksmund Märchenbrücke (norwegisch: Eventyrbrua) genannt wird. Die Motive sind der König Valemon, Peer Gynt, Kari Trestakk und Veslefrikk.